# Thibaud Ier de Blois
Pour les articles homonymes, voir Thibaut de Blois et Blois (homonymie).
Thibaud Ier de Blois (aussi écrit Thibaut, Thibauld, ou encore Thibault ; né vers 910 et mort un 16 janvier entre 975 et 978), mieux connu sous le nom de Thibaud le Tricheur, est le premier comte héréditaire de Blois, de Châteaudun et de Chartres à partir de 940, à la mort de son père. Il récupère également les titres de vicomte de Tours, seigneur de Vierzon et du nord-est du Berry, de Saumur et de Provins.
Comme son père, c'est un fidèle vassal du duc robertien Hugues le Grand ; la mort de ce dernier en 956 et l'avènement de son fils Hugues Capet, mineur et fils de sa seconde femme Hedwige de Saxe, le placent comme "quasi régent" de Neustrie. Mais un conflit avec le chef de la principauté normande Richard Ier l'éloigne du capétien et l'incite à se tourner du côté du carolingien Lothaire. Malgré sa défaite en 962, il aura consolidé ses fiefs et les honneurs et s'impose en tant que puissance politique au sein du Royaume. Son sens et sa rouerie politique le font surnommer « le Tricheur » par les chroniqueurs médiévaux.

## Biographie

### Jeunesse et ascendance
Fils de Thibaud l'Ancien, dont il hérite du premier les charges de vicomte de Tours et de Blois, d'avoué de Marmoutier et de Saint-Florent de Saumur et de la suzeraineté sur Vierzon, et de Richilde, dont il récupère la suzeraineté de Provins et des biens au nord de Sens.
Le mariage tardif et non préméditable de Thibaud avec Liutgarde ainsi que l'apparition de son fils Thibaud dit le Jeune dans un acte pour Saint-Martin de Tours vers 944 ont conduit l'historien Ferdinand Lot à affirmer que le comte de Blois avait contracté un premier mariage dans le courant des années 930. Si cette première épouse n'est pas connue des sources, son identification pourrait expliquer l'apport rorgonide chez les Thibaldiens comme l'acquisition d'honneurs à Chartres, Châteaudun et Bonneval mais aussi la présence des noms de Drogo et Hildegarde dans sa descendance.

### Sous le duc Hugues le Grand (de 940 à 956)

La création du comté de Blois, entre Carolingiens et Robertiens.

En 940, le duc Hugues le Grand, l'un des hommes les plus puissants du royaume, cède la vicomté de Tours à Thibaud,. Celui-ci hérite également de celle de Blois à la mort de son père vers 940 ainsi que de la seigneurie de Provins.
L’acquisition du titre comtal s'inscrit au sein de l'arrivée d’une nouvelle génération de comtes sur les terres robertiennes. En 936, Hugues le Grand est investi du titre de duc des Francs (dux Francorum), qui remplace celui de marquis pour la Neustrie. Il devient une sorte de vice-roi pour la Francie occidentale. Ce duc doit pour des raisons matérielles et politiques déléguer une partie de ces précédents bénéfices à ses fidèles : Foulques le Bon devient comte à Angers et Teudon, comte à Paris. Dans ce contexte, le comte Thibaud de Blois s'inscrit comme un fidèle vassal du duc des Francs et est considéré comme son meilleur lieutenant,.
Son détroit comtal couvrira les honneurs de son père et les pagi de Chartres et de Châteaudun. Pour le duc Hugues le Grand, le rôle prééminent de Thibaud en Neustrie doit faire contrepoids à celui du comte de Rouen Guillaume de Normandie qui se pose en marquis et dont l'influence va de la Somme à la Bretagne.
L'installation de Thibaud à Chartres a fait l'objet de tensions avec l'évêque et l'abbaye de Saint-Père. L'installation de la tour comtale a nécessité une expropriation partielle de terres appartenant aux moines. Avec le premier, probablement Haganon, il y a eu une reprise de certains droits comtaux. Cet épisode a donné lieu au récit légendaire du rachat de Chartres par Thibaud le Vieux au viking Hasting.
Toujours dans l'optique d'un endiguement de la puissance normande, Thibaud scelle une alliance à partir de 942 avec le duc Alain II de Bretagne, dit Barbetorte, à qui il offre la main de sa proche vers 949. Escorté à Blois pour la cérémonie de mariage, le duc breton reconnut dès lors le puissant comte comme son suzerain.
À partir de 944, son mariage avec Lietgarde de Vermandois renforce cet étau sur la Normandie. La veuve de Guillaume Longue-Epée possédait un douaire dans la région d’Évreux. Le partage du duc Hugues le Grand de l'héritage d’Herbert II de Vermandois entre ses enfants assure au couple le comté de Beauvais et la seigneurie de Meulan toujours face à la Normandie.
À la Pâques 945, Thibaud participe avec son beau-frère Herbert III à la prise du château de Montigny-Lengrain, qui appartient alors au roi Louis IV d'Outremer : la lutte d'influence entre le roi carolingien et le duc robertien Hugues, en pleine révolte de la Normandie, se fait d'abord par procuration. Par ailleurs Hugues le Grand appuie Thibaud pour qu'il récupère ce qu'il reste du comté de Laon, la légitimité de ce dernier est fondée par son cousinage avec les Hugonides orientaux.
En juillet de la même année, le roi Louis est fait prisonnier par un parti normand à Rouen. Après que Hugues le Grand a obtenu sa libération, il le fait arrêter et en confie la garde à Thibaud. Mais le coup d'État est trop précoce : sous la pression des autres Grands du royaume, et des souverains étrangers comme Otton du Saint-Empire, le duc des Francs est contraint de remettre son royal prisonnier dans ses fonctions après une année de détention avec Thibaud. En échange de sa restauration, soumise à la décision du duc Hugues et au consentement des autres grands, Louis IV abandonne la cité de Laon, symbole de la royauté carolingienne, qui est confiée à Thibaud. À l'automne 946, le roi de France tente de se venger de son humiliation, avec le soutien d'une armée germanique levée à sa demande par les rois Conrad III de Bourgogne et Otton. Elle ne peut toutefois pas reprendre Laon, ni Senlis ; seule Reims tombe. En 949, par contre, toujours soutenu par Otton, représenté par son gendre Conrad, duc de Lotharingie, et allié à Arnoul, comte de Flandre, Louis réussit à reprendre Laon, excepté le donjon. Hugues, excommunié par le pape Agapet II, doit plier : il fait remettre à Louis le donjon de Laon, mais la guerre larvée continue jusqu'en 953, lorsque la paix est conclue à Soissons.
Entre-temps, lorsqu'en 952 meurt le beau-frère de Thibaud, le duc Alain Barbetorte, c'est le comte de Blois qui, pendant la minorité de son neveu, Drogon, exerce sa tutelle sur le duché de Bretagne, créant une zone d'influence dans le comté de Rennes. Il remarie ensuite sa fille au comte d'Anjou, Foulques II le Bon, à qui il laissera le comté de Nantes, autre zone d'influence durant la régence bretonne.
Déjà duc des Francs, ce qui inclut le marquisat de Neustrie et suzeraineté sur le duché de Bourgogne, Hugues le Grand profite de son ascendant sur Lothaire qui a remplacé Louis IV d'Outremer, mort en 954 pour réclamer le titre de duc d'Aquitaine face aux Ramnulfides de Poitiers. Ainsi lorsqu'en 955, Laune de Déols, archevêque de Bourges nommé par feu Louis IV, décède à son tour, Hugues défend la candidature de Richard de Blois, frère cadet de Thibaud, auprès du roi Lothaire. Richard est ainsi nommé archevêque.

### Sous Hugues Capet (à partir de 956)
Hugues le Grand meurt le 16 juin 956. Son fils Hugues Capet est appelé à lui succéder mais, mineur, le roi Lothaire ne l'investit pas du titre de duc des Francs. Thibaud Ier de Blois qui était le second de Hugues le Grand assure en Neustrie une quasi-régence.
Il continue à défendre ses positions dans la région de Laon, jusqu'en 958. Cette année-là meurt prématurément Drogon de Bretagne (neveu de Thibaud), donnant l'opportunité aux Normands de faire des razzias en Bretagne, en particulier à Nantes, ville tenue par Foulques II.
Le roi des Francs Lothaire prolonge toujours artificiellement la minorité du jeune Hugues Capet. Ainsi lors d'une rencontre entre les comtes d'Anjou et de Blois dans le pays de Véron (au confluent de la Loire et de la Vienne), Thibaud et Foulques se déclarent « gouverneurs et administrateurs du royaume de Neustrie » et « comtes par la grâce de Dieu », sans faire référence au duc des Francs. Thibaud le Tricheur consolide ensuite des domaines à Blois, Chartres et Châteaudun,, tout en entretenant une bonne relation avec Lothaire. Toutefois, il ne rompt pas avec le duc Hugues, et continue à fréquenter les deux cours, à la fois ducale et royale.
Dans la continuité de la mission que lui avait confié Hugues le Grand, le comte de Blois cherche à contenir l’influence de duc de Normandie, Richard Ier, et à arrêter les razzias normandes en Bretagne. Un conflit démarre entre ces puissances de Neustrie qui va durer cinq ans. En 961, Thibaud attaque le comté d'Évreux aux côtés du fils de Foulques II, Geoffroy Ier d'Anjou, ce à quoi les Normands ripostent en attaquant le Dunois et saccagent Châteaudun. En 962, Thibaud lance une puissante contre-expédition contre Rouen, qui échoue. En représailles, les Normands pénètrent cette fois en Chartrain, brûlent Chartres, et tuent son fils aîné Thibaud le 5 août. Le Blésois finit par demander la paix et renonce à Évreux.
En 960, au milieu de ce conflit, Hugues Capet est enfin investi du titre du duc des Francs. Hugues désapprouve la politique de Thibaud, il est le récent beau-frère de Richard Ier d'une part, et préfère un statu quo entre le comte et le duc, d'autre part. Cet événement est le point de départ d'une méfiance entre la Maison de Blois et les suzerains capétiens. Thibaud le Tricheur, en compensation, cherche l'appui du roi carolingien Lothaire.
En 965, Thibaud assiège et prend le château de Coucy, ce qui lui vaut d'être un temps excommunié par l'archevêque de Reims, jusqu'à ce qu'il confie en 966 la forteresse à son fils,.
De son vivant, Thibaud consolide l'implantation de son père dans la vallée du Cher et en Berry et contrôle les forteresses de Saint-Aignan, de Vierzon, et probablement celles de La Chapelle-d'Angillon et de Vesvre. Pendant la minorité d'Hugues Capet, il a renforcé les défenses de Chartres, Blois et Chinon, en les dotant de turres altae, énormes donjons qui font fort impression auprès de ses contemporains. Profitant de sa quasi-régence, il a récupéré le droit régalien de fortification autrefois attribué au seul duc des Francs, il se présente donc comme le dépositaire de tous les pouvoirs de son suzerain. De même, il a entamé la construction de la forteresse de Saumur. Il fait également frapper de la monnaie à son nom à Chartres, et se place en unique créateur et receveur des impôts en vigueur sur son territoire. Sa principauté devient suffisamment puissante dans le val de la Loire pour inquiéter Hugues Capet, qui juge nécessaire de s'allier avec l'Anjou.
Thibaud est mort un 16 janvier, entre 975 et 978. Les historiens ne sont en effet pas d'accord quant à l'année, pouvant s'agir de 975,,, de 977 ou 978,. Comme son père avant lui,, Thibaud Ier est inhumé à la basilique Saint-Martin de Tours.

## Mariages et descendance

### Premières noces
Le premier mariage de Thibaud n'est suggéré que par une seule source qui rappelle que cette union favorisa l’implantation du comte en Chartrain. La chronologie confirme cette hypothèse. Les anthroponymes rorgonides de cette union suggèrent que l'épouse descend de la famille du comte d'Amiens Ermenfroy qui avait aussi des biens en Chartrain et en Dunois. De cette première union seraient issus :
- Thibaud, dit le Jeune († 5 août 962[8]), mort au combat de Hermentruville[Note 2], lors du conflit avec la Normandie[44] ;
- Suivant une lecture réaliste de la Chronique de Nantes (seule source sur ce sujet à utiliser avec prudence[45]), une fille[46] qui fut la mère de Drogon de Bretagne après un premier mariage avec le duc Alain II de Bretagne. Veuve en 952, elle épousa en secondes noces le comte Foulques II d'Anjou ;
- Hildegarde[47], épouse de Bouchard Ier de Bray, ancêtre de la maison de Montmorency.

### Secondes noces
Vers 945, il épouse en seconde noces Liutgarde, fille du comte Herbert II de Vermandois (décédé en 943), et récente veuve de Guillaume Longue-Épée, duc de Normandie. Leur union est encouragée par le duc Hugues le Grand, en sa qualité d'oncle de Liutgarde,[source insuffisante].
Sa femme lui apporte en dot le comté de Beauvais et la seigneurie de Meulan. Son douaire sera composé en Provinois et en Morvois, terres de sa belle-mère Richilde.
Le mariage entre Thibaud et Liutgarde donne pour enfants :
- Hugues († 986), archevêque de Bourges en 969[51] à la suite de son oncle Richard[26] ;
- Eudes Ier († 995 ou 996), qui succède à son père en tant que comte en 977 ;
- Emma, épouse de Guillaume IV d'Aquitaine, comte de Poitiers[52].

## Dans la culture
En 1952, alors qu'un spectacle son et lumière est organisé au château de Chambord –qui plus est le premier de l'histoire–, le thème choisi est la Chasse Infernale de Thibaud le Tricheur. Dans le spectacle, produit par Paul Robert-Houdin, le comte y est mentionné comme mise en garde au roi François Ier au début de son règne. En effet, une légende locale raconte qu'accompagné de chevaux et de chiens, son esprit drapé de noir hanterait les confins du pays blésois, en particulier autour des ruines d'édifices que lui et sa famille auraient fait construire, comme les forteresses de Bury et Montfrault, où il serait condamné à chasser éternellement le même cerf. L'historien Louis de La Saussaye évoque alors un Thibaud le Vieux Tricheur, également de Champagne, faisant là référence à des individus distincts : Thibaud l'Ancien et Thibaut IV de Blois (pour ses tortures envers Sulpice II d'Amboise). Ce genre de chasse fantastique est courant en France, et celle-ci est également appelée Chasse macabre ou Chasse macchabée de Thibaud.
Pour certains, le surnom du Tricheur aurait égalament inspiré le nom de la ville de Montrichard (possible déformation de « Mont du Tricheur »), que Thibaud a effectivement tenue sur le Cher mais que son petit-fils Eudes II a perdue au profit de Foulques III d'Anjou.